# Дханьяваді
Дханьяваді  — перша держава Аракану. Назва є спотвореним палійським словом Дханнаваті, що перекладається як «велика площа вирощування рису (для рису)».

## Історія
Обмежені археологічні дослідження та відсутність значної кількості письмових та інших джерел не дозволяють повноцінно відтворити початок та обставини утворення царства. Ймовірно воно стало формуватися в долині річки Каладан. Згідно з місцевими легендами Дханьяваді існувало до часів Будди, навіть вказують 3325 або 2666 роки до н. е. Називають навіть першого царя Мараю.
Більшість археологічних доказів вказує на період між I та IV—VI ст. н. е. Тому припускають, що згадані представники так званої Першої династії у 3325/2666–825 роках до н. е. були представниками якихось вождіств, окремих племен чи громад, імена яких збереглися в міфах та народній пам'яті.
Початок формування державності все ж більш відносять до 600 або 483 року до н. е., коли до регіону вторглися племена таруків з Гандхари. Саме в цей час відбувається формування державності Тагаунг, яку визнають першою державою М'янми. На цей період приходить існування так званої Другої династії, засновником якої вважається легендарний цар Канразагрее, що начебто був сином Абгіязою з клану або племені шак'я, що у 850 році до н. е. заснував за легендою Тагаунг, а Канразагрее відповідно став панувати у 825 році до н. е. Ймовірно в цих політико-історичних міфах відбився факт вторгнення союзу племен з заходу (Індостану), внаслідок якого було підкорено місцеві племена та вождіства й почався період утворення міст-держав. В будь-якому випадку основою стали родючі землі для вирощування рису, про що свідчить власне назва столиці та самої держави.
Саме тому дослідники відносять формування Дханьяваді як держави до I або II ст. н. е., пов'язуючи його з прийдешнім принцем Чандасур'єю (став відомий в Аракані як Сандатурія, панував у 146—198 роках), який начебто зустрічався з Буддою. Останній попросив правителя відлити його зображення. Після завершення Будда дихнув на нього, і після цього зображення прийняло його точну подобу й тепер начебто міститься в храмі Будди Магамуні. Також начебто Будда дав сім крапель свого поту, взятих із його грудей, і ці краплі додавалися до розплавлених металів. Це дозволило колись відлитому Образу Магамуні мати можливість проповідувати Дгамму.
У 326 році відбулося перенесення столиці держави, раніше вважали що нею стало місто Весалі (звідси рахували початок нової держави), проте археологічні дослідження засвідчили, що держава Дханьяваді продовжувала існували до 2-ї половини VIII ст.
Найбільшого піднесення держава набула між 350 і 450 роками. Надалі відбувається поступовий занепад, що можливо було пов'язано з таким самим занепадом імперії гуптів на Індостані, яка була союзником або зверхником Дханьяваді. В результаті з VI ст. відбувається поступове ослаблення, близько 788 року було переможено династією Чандра з держави Саматата (південь сучасної Бенгалії), яка заснувала держави Весалі.

## Територія
Формувалася навколо міста Дханьяваді, що розташовувалось десь на відстані 290 км на північ і північний схід від Сітуе, володіння царства охоплювали землі між річками Каладан і Таре Чаун. Це збігається з гірською, північною частиною сучасного штату Ракайн. Значна частина його зараз безлюдна, єдиними ознаками цивілізації є центри медитації, відкриті для прочан до храму Махамуні.
Міські стіни столиці були побудовані з цегли та утворювали неправильне коло з периметром близько 9,6 км, охоплюючи площу близько 4,42 км². Залишки міської стіни та палацового комплексу збереглися до тепер. За мурами подекуди збереглися також залишки широкого рову, тепер замуленого та вкритого рисовими полями. Вздовж горбистого пасма, яке захищало з заходу, є рештки мурованих укріплень. У межах міста подібна стіна та рів оточують ділянку палацу, який мав площу 0,26 км², а інша стіна оточує сам палац. Аерофотознімки показують, що іригаційні канали та водосховища Дханьяваді були зосереджені на території палацу.

## Устрій
На чолі стояв правитель, якого ймовірно титулували як магараджу. Держава складалася з васальних вождівств, на чолі яких перебували спадкоємні вожді, які прибували до монарха на вимогу походу чи оборони. Влада правителя випливала з його контролю над системами зрошення та зберігання води задля збереження води від мусонних дощів і, отже, для підтримки родючості та процвітання землі. У церемоніях, проведених індійськими брахманами, монарху було надано магічну силу регулювати небесні та земні сили, щоб контролювати прихід дощів, що повинно було забезпечити подальший розвиток держави.

## Економіка
Основу становили землеробство, добування корисних копалин та посередницька торгівля. Селяни застосовували змішану технологію мокрого рису та таунг'я (порізати та спалити).
Торгівля базувалася на торгівлі між східними державами Тагаунг, П'ю, монськими царствами і західними — Маґадгою і Калінгою, а потім імперією Гуптів.

## Релігія
Було найбільш індіанізованим царством. З II ст. н. е. сюди поступово проникає буддизм, який до кінця існування держави сповідувало більшість населення. Втім в культурному плані зберігся вплив Індостану. 638 року будо зібрано перший буддійський собор Аракану, в якому брали також участь буддійські ченці з Шрі-Ланки.